# Blaze of Perdition
Blaze of Perdition – polska grupa muzyczna wykonująca black metal. Powstała w 2007 roku w Lublinie na kanwie zespołu Perdition.  

## Dyskografia

### Jako Perdition
- Hard Recording Seassions (Demo, 2004)
- Necromessiah (Demo, 2005)
- Pure Fucking Degradation (Demo, 2005)
- Jesus Cunt (Split z Ravendark's Monarchal Canticle, 2006, God Is Dead Records - GID 004)
- Dominion Antihuman (Demo, 2007)
- Antihuman Divinity (mini-album, 2007, Putrid Prophet Productions - PPP001)

### Jako Blaze of Perdition
- In Void and Serpent the Spirit Is One (2009, split z Pseudogod, Putrid Prophet Records - PPP002 / Nachtgnosis - NACHT007)[3]
- Deus Rex Nihilum Est (mini-album, 2009, Daemonokratia Productions - DP 01) zawiera ten sam materiał, co split z Pseudogod
- Towards the Blaze of Perdition (2010, Putrid Prophet Records - PPP004, reedycja w 2013 przez Warheart Records - WAR 006)[3]
- The Burning Will of Expansion (mini-album, 2010, Pagan Records - MOON 069)[4]
- The Hierophant (2011, Pagan Records - MOON 073)[5]
- Necrosophist (mini-album, 2013, Pagan Records - MOON 085)
- 418 - ATh IAV (2013, split z Devathorn, Third Eye Temple - TEMPLE Ⅱ)[6]
- Accession of Fire (2013, split z Erebus Enthroned, Pagan Records - MOON 090)
- Near Death Revelations (2015, Agonia Records - ARCD142)[7]
- Incarnations / Reincarnations (kompilacja, 2016, Warheart Records - WAR 020 / WAR 021)
- Conscious Darkness (2017, Agonia Records - ARCD168)
- The Harrowing of Hearts (2020, Metal Blade Records)
- Upharsin (2024, Metal Blade Records}